# ستيفاني كوهين ألورو
ستيفاني كوهين ألورو (بالفرنسية: Stéphanie Cohen-Aloro)‏ مواليد 18 مارس 1983 في باريس، هي لاعبة كرة مضرب فرنسية سابقة بدأت مسيرتها كمحترفة سنة 2001 وكانت تلعب باليد اليمنى، اعتزلت اللعب في 12 فبراير 2011. أعلى تصنيف لها في الفردي كان المركز الـ 61 في سنة 2003. أعلى تصنيف لها في الزوجي كان المركز الـ 54 في سنة 2005.

## روابط خارجية
- ستيفاني كوهين ألورو على موقع رابطة محترفات التنس (الإنجليزية)
- ستيفاني كوهين ألورو على موقع الاتحاد الدولي لكرة المضرب (الإنجليزية)
- ستيفاني كوهين ألورو على موقع كأس بيلي جين كينغ (الإنجليزية)
- ستيفاني كوهين ألورو على موقع خلاصة التنس.كوم (الإنجليزية)